# TB Wallenburg und Mommel
Die WALLENBURG und MOMMEL waren schmalspurige Tenderlokomotiven der Trusebahn.

## Geschichte
Die beiden Lokomotiven wurden im Frühjahr 1899 von der Maschinenfabrik Christian Hagans in Erfurt mit den Fabrik-Nummern 388 und 389 an die Trusebahn abgeliefert. Sie kamen bereits beim Bau der Strecke als Bauzuglokomotiven zum Einsatz, erwiesen sich aber nach deren Eröffnung zu schwach für den planmäßigen Betrieb. Nach der Lieferung der HENNEBERG im Jahr 1901 wurden die beiden Lokomotiven nur noch als Reserve vorgehalten.
Die WALLENBURG wurde 1910 abgestellt, die MOMMEL im Februar 1922.